# Kanadsko arktično otočje
Kanadsko arktično otočje (eksonim je Arktični arhipelag) je otočje v Arktičnem oceanu, večinoma znotraj arktičnega kroga na skrajnem severu Severne Amerike, ki ga sestavlja 36.563 večjih in manjših otokov s skupno površino 1.424.500 km². Razprostira se od Beaufortovega morja na zahodu v dolžini približno 2400 km vzhodno do Grenlandije (ter Lincolnovega morja) in od visoke Arktike na severu (najsevernejša točka na otoku Ellesmere je oddaljena 769 km od severnega tečaja) do konca Hudsonovega zaliva, ki se zajeda globoko proti jugu Kanade.
Je pod upravo Kanade in tvori pretežen del ozemlja Severne Kanade, od tega večinoma dežele Nunavut, pa tudi dela Severozahodnih teritorijev. Naselje Iqaluit na južni obali Baffinovega otoka je glavno mesto dežele Nunavut. Poselitev je zaradi odročne lege in ostrega podnebja skromna, večina od okrog 14.000 prebivalcev je Inuitov, ki živijo v razpršenih naseljih na južnem delu otočja, razen njih pa je še nekaj vladnega in vojaškega osebja v stalnih oporiščih. Večina otokov je povsem nenaseljenih, med njimi Devon, ki je največji nenaseljen otok na svetu.

## Otoki
Od otokov jih je 94 v kategoriji velikih otokov (nad 130 km²), šest pa se jih uvršča med 30 največjih otokov na svetu. Največji med njimi je Baffinov otok, ki je s 507.451 km² največji kanadski otok in peti največji na svetu.
| Ime                   | Lega*  | Površina    | Mesto | Mesto  | Prebivalstvo (2001) |
| Ime                   | Lega*  | Površina    | Svet  | Kanada | Prebivalstvo (2001) |
| --------------------- | ------ | ----------- | ----- | ------ | ------------------- |
| Baffinov otok         | NU     | 507.451 km² | 5     | 1      | 9.563               |
| Viktorijin otok       | NT, NU | 217.291 km² | 8     | 2      | 1.707               |
| Ellesmere             | NU     | 196.236 km² | 10    | 3      | 168                 |
| Banksov otok          | NT     | 70.028 km²  | 24    | 5      | 114                 |
| Devon                 | NU     | 55.247 km²  | 27    | 6      | 0                   |
| Otok Axla Heiberga    | NU     | 43.178 km²  | 32    | 7      | 0                   |
| Melvillov otok        | NT, NU | 42.149 km²  | 33    | 8      | 0                   |
| Southamptonov otok    | NU     | 41.214 km²  | 34    | 9      | 718                 |
| Otok waleškega princa | NU     | 33.339 km²  | 40    | 10     | 0                   |
| Somersetski otok      | NU     | 24.786 km²  | 46    | 12     | 0                   |
| Bathurstov otok       | NU     | 16.042 km²  | 54    | 13     | 0                   |
| Otok princa Patricka  | NT     | 15.848 km²  | 55    | 14     | 0                   |
| Otok kralja Viljema   | NU     | 13.111 km²  | 61    | 15     | 1.279               |
| Otok Ellefa Ringnesa  | NU     | 11.295 km²  | 69    | 16     | 0                   |
| Bylotov otok          | NU     | 11.067 km²  | 72    | 17     | 0                   |

* NT = Severozahodni teritoriji, NU = Nunavut